# Органогетерильна група
Органогетерильна група (англ. organoheteryl group) — одновалентна група, яка містить C, отже є органічною, але має свою вільну валентність при атомі іншому, ніж C.
Ця загальна назва рідко вживається. Назви окремих видів використовуються частіше (органотіо- або органілтіо-, органогерманієва або органілгерманієва група, фенокси, ацетамідо, піридиніо (C5H5N+–), тіоціанато (N≡C–S–), триметилсиліл), але не використовуються такі назви, як гідроксифеніл, аміноацетил.